# Viktor Szergejevics Szamohin
Viktor Szergejevics Szamohin, oroszul: Виктор Сергеевич Самохин (Moszkva, 1954. január 24. – 2022. május 13.) szovjet válogatott orosz labdarúgó, hátvéd, edző.

## Pályafutása

### Klubcsapatban
1973 és 1981 között a Szpartak Moszkva labdarúgója volt, ahol tagja volt az 1979-es idényben szovjet bajnok együttesnek. 1982 és 1985 között a CSZKA Moszkva csapatában szerepelt. 1985–86-ban a Szovjet Hadsereg Déli Hadseregcsoportjánál Budapesten szolgált. 1986-ban visszatért a CSZKA csapatához, de már csak a második csapatban játszott. Később már edzői pályafutása alatt 1992-ben szerepelt a másodosztályú Szokol Szaratov együttesében, ahol segédedzőként is dolgozott. Majd 1993-ban a harmadosztályú TRASZKO Moszkva csapatában fejezte be az aktív labdarúgást.

### A válogatottban
1979-ben egy alkalommal szerepelt a szovjet válogatottban.

### Edzőként
1992 és 1955 között a Szokol Szaratov, 1996 és 2002 között a Szpartak Moszkva, 2004-ben a Szpartak Scsolkovo segédedzőkent tevékenykedett. 2005-ben a Szpartak Scsolkovo, 2007-ben az FK Luhovici, 2010-ben a Zvezda Szerpuhov vezetőedzője volt.

## Sikerei, díjai
Szpartak Moszkva iliszi
- Szovjet bajnokság
  - bajnok: 1979

## Statisztika

### Mérkőzése a szovjet válogatottban
| Szovjetunió | Szovjetunió        | Szovjetunió              | Szovjetunió | Szovjetunió | Szovjetunió | Szovjetunió | Szovjetunió | Szovjetunió |
| #           | Dátum              | Helyszín                 | Hazai       | Eredmény    | Vendég      | Kiírás      | Gólok       | Esemény     |
| ----------- | ------------------ | ------------------------ | ----------- | ----------- | ----------- | ----------- | ----------- | ----------- |
| 1.          | 1979. november 21. | Tbiliszi, Dinamo Stadion | Szovjetunió | 1 – 3       | NSZK        | barátságos  | -           |             |
|             | Összesen           |                          |             | 1           | mérkőzés    |             | 0           | gól         |